# Český strakáč

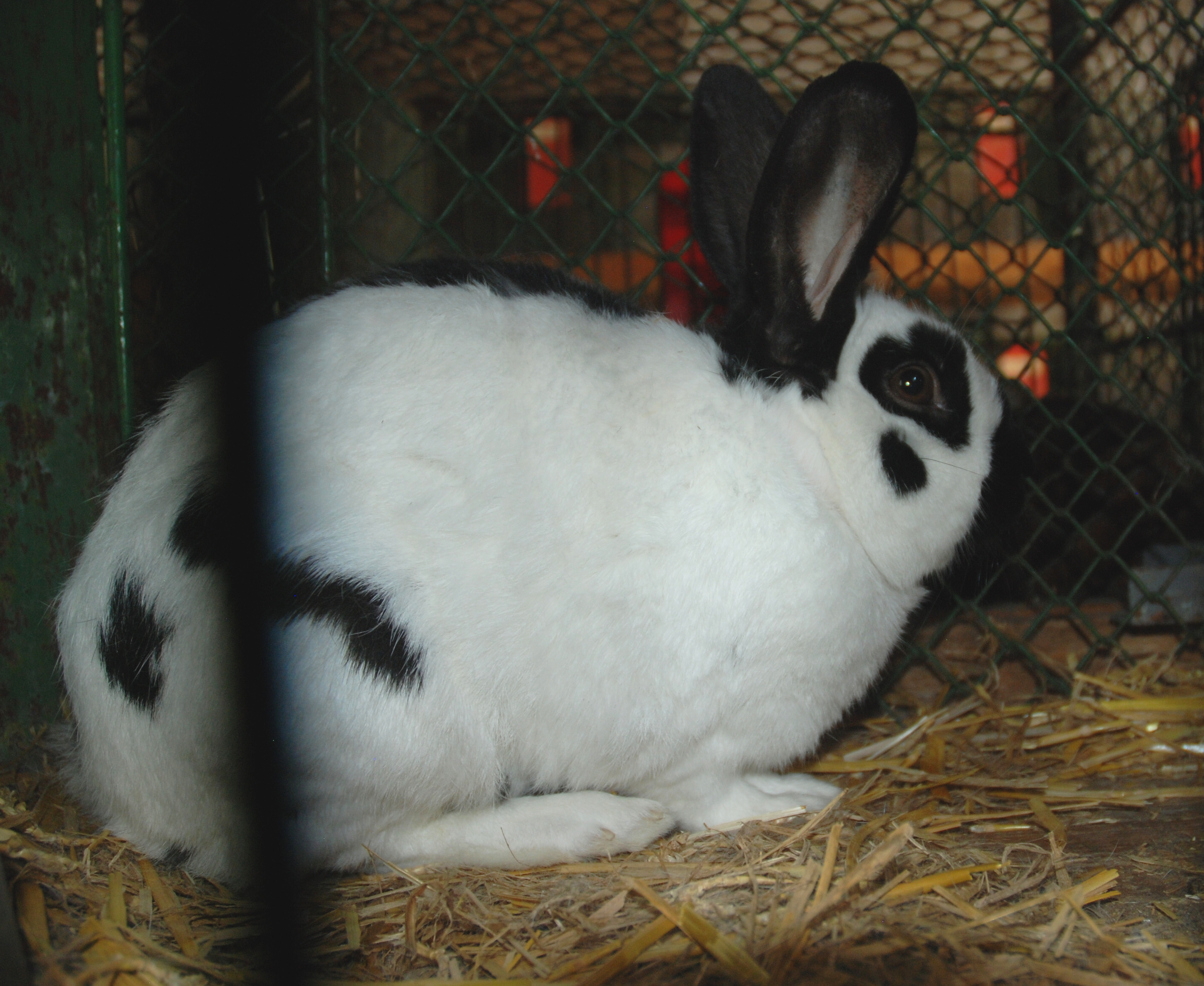

Český strakáč je jedno z nejstarších a nejznámějších českých národních plemen králíka. Jeho vznik se odhaduje na 18. století. Patří mezi středně velká plemena, váži 3-4 kg. Je to jediné české plemeno s kresbou. Nejčastěji se chová v černo-bílé barvě. Existuje dalších 9 barevných variant. V Česku se chová 1 000 až 1 500 chovných zvířat . Mezi další česká plemena králíka patří moravský modrý, český albín, český luštič, moravský bílý hnědooký, český červený a český černopesíkatý.
Český strakáč byl vyšlechtěn z původního stájového králíka a anglického strakáče koncem 19. století. Největší zásluhu na šlechtění nese J. V. Kálal. První klub chovatelů tohoto plemene byl založen v roce 1913. Za první světové války se rozpadl a obnoven byl v roce 1932. Český strakáč je zařazen jako jediný malý strakáč od roku 1994 i v Evropském vzorníku.

## Vzhled
Český strakáč je středně velké plemeno králíka. Hmotnost dospělých kusů se pohybuje v rozmezí 3,3 až 4,0 kg. Tělesný rámec je válcovitý, u samic s převážně jemnější konstitucí. Tělo má být dobře osvalené, široké v hrudní i pánevní partii. Končetiny jsou středně dlouhé a králík by na nich měl na výstavě předvést postoj. Hlava je široká, s robustními skráněmi a bez výrazného krku. Uši jsou vzpřímené, dobře osrstěné, pevné. Srst je normální, hustá, pružná, vyrovnaná, o délce přibližně 2,5 cm. Kresba na těle je specifickým znakem plemene. Jedná se o tzv. anglickou strakatost klasického typu.
Barva kresby se liší a závisí na barevném rázu. Základová barva je vždy čistě bílá. Celkem je uznáno jedenáct barevných rázů – černý, modrý, havanovitý, žlutý, divoce zbarvený, železitý, činčilový, madagaskarový a želvovinový. Patrně nejzajímavější barvou je tříbarevný ráz. Jedná se o černožlutou nebo modrožlutou barvu kresby na bílém základě. Kresebné znaky mají zastoupenu černou a žlutou barvu zároveň (tj. fenomén žíhání). Pouze skráňové skvrny mohou být i jednobarevné (celočerné či celožluté).